# Lajos
Lajos est un prénom hongrois masculin.

## Étymologie
Louis est un dérivé du prénom Clovis, lui-même dérivé du prénom germanique Hlodovic composé des racines hlod (« renommé, illustre, glorieux ») et wig (« combat »). Au fil des siècles, le prénom Hlodovic devient Chlodowig plus connu sous la forme Clovis, puis est latinisé en Clodovico, qui donne Ludovicus, francisé en Ludovic puis en Louis. 
Louis est un prénom masculin d'origine franque, c’est-à-dire germanique. C'est une forme composée signifiant « glorieux (hlud, hluth) à la guerre (wig) ».
La forme originelle Hlodowig (cf. allemand Ludwig) a été latinisée en Clodouechus (ultérieurement Clodouicus et Clodoueus), la fricative sourde [x] (notée h) du germanique ancien n'existant pas en latin, d'où le français médiéval Clovis, l'occitan Clodovèu, l'italien Clodoveo, etc. Dans les régions de la Romania où la fricative n'a pas été prise en compte, le nom a été transcrit Ludouicus, à l'origine de la forme savante Ludovic et de la forme populaire Looïs, laquelle a évolué en Louis (on observe le même phénomène dans d'autres langues romanes, comme l'italien, où coexistent Ludovico et Luigi). Autres formes remontant à Hlodowig : Aloïs, Aloys, Alvise.

## Équivalents
- Ludvig
- Variantes linguistiques du prénom Lajos / Louis / Lewis

## Personnalités portant ce prénom
- Lajos Abafi
- Lajos Bálint
- Lajos Bárdos
- Lajos Batthyány
- Lajos Benedek
- Lajos Boross
- Lajos Détári
- Lajos Dobány
- Lajos Gönczy
- Lajos Haynald
- Lajos Kassák
- Lajos Koltai
- Lajos Korányi
- Lajos Kossuth
- Lajos Kü
- Lajos Kürthy
- Lajos Lencsés
- Lajos Marton
- Lajos Méhelÿ
- Lajos Nemeth
- Lajos Portisch
- Lajos Tichy
- Lajos Tüköry
- Lajos Werkner
- Lajos Zilahy

## Fête
Les "Lajos" se fêtent le 25 août, mais parfois aussi le 19 août ou le 10 octobre.